# Karel Ardelt
Karel Ardelt (28. ledna 1889 Písek – 14. února 1978 Černošice) byl československý tenista a sportovní publicista. V roce 1920 reprezentoval Československou republiku na VII. letních olympijských hrách v Antverpách.

## Životopis
Ardelt vystudoval stavební inženýrství na české polytechnice v Praze. V roce 1912 byl přihlášen do mužské dvouhry na olympijských hrách ve Stockholmu, ale v soutěži nakonec nestartoval. Roku 1920 na tenisovém mistrovství ČSR skončil na druhém místě ve dvouhře a účastnil se olympijských her v Antverpách, kde ve dvouhře obsadil konečné 17. místo; ve čtyřhře spolu s Ladislavem Žemlou pak 9. místo.
V roce 1921 se jako člen družstva ČSR účastnil utkání v rámci Davis cupu, a v prvním kole proti Belgii prohrál oba své zápasy. O rok později pak ve čtvrtfinále proti Australasii (spojenému týmu Austrálie a Nového Zélandu) podlehl svým soupeřům dvakrát ve dvouhře i v jedné čtyřhře. Ve stejném roce se stal mistrem ČSR ve dvouhře a ve čtyřhře mužů. Od poloviny 20. let se věnoval tenisové teorii, byl autorem mnoha odborných článků především v měsíčníku Stolní tenis a tenis, který redigoval. V roce 1935 vydal svou publikaci Jak se naučit hrát tenis dřív než ostatní a v roce 1948 její volné pokračování Tenis.
Žil v Černošicích u Prahy a podílel se na projektování řady tenisových kurtů a stadionu LTC Praha. Jeho činnost související s tenisem byla postupně oceněna vyznamenáními Za zásluhy o rozvoj československé tělesné výchovy a sportu III., II. a u příležitosti jeho pětasedmdesátin v roce 1964 i I. stupně. Byl ženatý a měl dva syny.